# Klemenškov pekel
Klemenškov pekel je eno najglobjih brezen v Sloveniji. Globoko je 310 m. Brezno, ki je star požiralnik voda z nepropustnih kamnin, se nahaja sredi gozda blizu Klemenškove peči. 
Vhod je 5 m dolg in 1.5 m širok. Brezno ima več stopenj:
- Prva stopnja meri 48.5 m.
- Drugo stopnjo sestavljajo tri manjša brezna.
- Tretja stopnja meri 71 m.
- četrta stopnja meri 29 m.

Brezno se konča v ozkih neprehodnih rovih.